# Midden-Eierland
Midden-Eierland is een buurtschap bij het dorp De Cocksdorp in de gemeente Texel in de provincie Noord-Holland.
Midden-Eierland ligt in de polder Eijerland van het Nederlandse waddeneiland Texel. De buurtschap ligt bijna in het midden van de polder. Het is de kleinste woonkern van die polder.
De buurtschap ligt op de plaats van de oorspronkelijke kwelder tussen de eilanden Eierland en Texel. De kwelder was ontstaan nadat in 1629 de Zandijk die twee eilanden met elkaar verbond, werd aangelegd. In 1835 richtte de uit Antwerpen afkomstige Nicolas Joseph De Cock samen met enkele andere heren een NV op die de kwelder tussen Eijerland en Texel zou inpolderen voor agrarisch gebruik. In de nieuw aangelegde polder Eijerland werd in 1836 ook een dorp gesticht dat aanvankelijk Nieuwdorp heette, maar dat later naar hem genoemd werd: De Cocksdorp. Wat later werden nog twee woonkernen gesticht: Midden-Eierland en Zuid-Eierland. Tot augustus 2006 had Midden-Eierland een openbare lagere school.
Dorpen en gehuchten: 't Horntje · De Cocksdorp · De Koog · De Waal · Den Burg · Den Hoorn · Oosterend · Oudeschild

Buurtschappen: Bargen · Burger Nieuwland · De Kuil · De Naal ·  De Nes · De Westen · Dijkmanshuizen · Driehuizen · Harkebuurt · Het Noorden · Midden-Eierland · Molenbuurt · Nieuweschild · Noord Haffel · Noorderbuurt · Ongeren · Oost · Spang · Spijkdorp · Tienhoven · Westergeest · Westermient · Zevenhuizen · Zuid-Eierland · Zuid Haffel

Noord-Holland: Steden en dorpen in Noord-Holland      Nederland: Provincies · Gemeenten